# 沃納·多靈
沃納·多靈（Werner Döring，1911年9月2日—2006年6月6日），是德國理論物理學家，他自1963年起擔任漢堡大學的正教授，一直到1977年退休為止。他主要的興趣是電磁學的理論。他理論物理學的教科書影響了許多代的學生。
像爆破工程中ZND模型的D就是紀念沃納·多靈，而凝聚体物理学中有關固體液滴成核的貝克-多靈理論也是他的研究之一。

## 生平
沃納·多靈一開始是在斯图加特大学求學，在1936年在柏林獲得了理論物理的博士學位，指導教授是理查·貝克，其論文題目是「鎳的磁致伸縮效應和溫度的關係」。他獲得特许任教资格，在1939年成為哥廷根大學的编外讲师。第二代世界大戰之後，他回到哥廷根大學擔任理查·貝克的助理，1946年起也擔任不伦瑞克大學理論物理的講師（diet lecturer）。1949年時他擔任吉森大學的教授，花了一年時間在聖路易的德法研究機構研究，1961年起在蘇黎世的IBM研究實驗室，從1963年到退体之間的時間，沃納·多靈是漢堡大學第一理論物理研究院的正教授。
沃納·多靈的研究主要在磁學，特別是鐵磁性的研究，他不只對理論有興趣，也研究應用和實驗的層面。他和沃納·多林在1935年提出小水滴成核的理論，也受到許多人的讚譽。他和貝克所著鐵磁性的書，長久以來是該領域標準的教科書。他在1934年和貝克研究了氣體的爆炸，另外研究了空間群中的光柱呈現（beam representation）。
沃納·多靈是國際純粹與應用物理學聯合會磁學組中的德国物理学会代表。

## 部份著作列表
- R. Becker, W. Döring, Kínetische Behandlung der Keimbildung in übersättigten Dämpfen, Annalen der Physik 24, 719 (1935)
- R. Becker, W. Döring, Ferromagnetismus, Berlin, Springer 1939
- W. Döring, Einführung in die Theoretische Physik (Sammlung Göschen; fünf Bände: Mechanik,  Elektrodynamik, Optik, Thermodynamik, Statistische Mechanik), Berlin, 1957
- W. Döring, Einführung in die Quantenmechanik, Vandenhoeck & Ruprecht, Göttingen 1962
- W. Döring, Mikromagnetismus, in: Handbuch der Physik, S. Flügge Ed., Bd. XVIII/2, 1966
- W. Döring, Point Singularities in Micromagnetism, J. Appl. Phys. 39, 1006 (1968)
- W. Döring, Atomphysik und Quantenmechanik (Band 1: Grundlagen - Berlin: De Gruyter, 2. verbesserte Auflage 1981, ISBN 3-11-008199-7; Band 2: Die allgemeinen Gesetze, ditto, 1976,  ISBN 3-11-004590-7; Band 3: Anwendungen, ditto, 1979, ISBN 3-11-007090-1)